# Casinò di Monte Carlo
Il Casinò di Monte Carlo è un complesso dedicato al gioco d'azzardo e all'intrattenimento situato a Monte Carlo, nel Principato di Monaco. Esso comprende un casinò, il Grand Théâtre de Monte Carlo e la sede de Les Ballets de Monte Carlo.
Il casinò è di proprietà della Société des Bains de Mer de Monaco, una società per azioni in cui il governo di Monaco e la famiglia Grimaldi hanno una quota di maggioranza. La società possiede anche i principali alberghi, club sportivi, stabilimenti, ristorazione ed alcuni locali notturni in tutta Monaco.

## Architettura

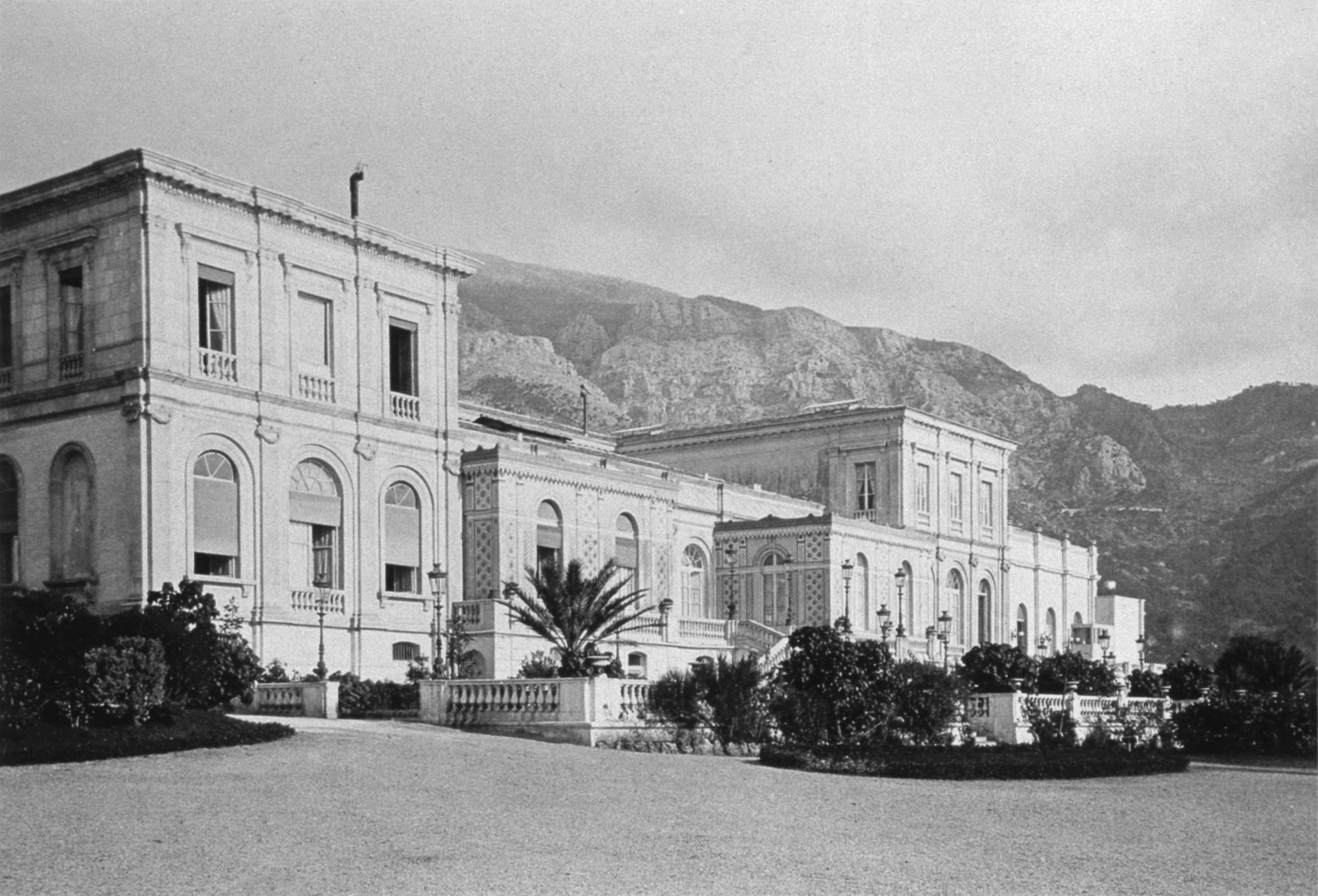
La facciata sul mare del casinò in una foto scattata prima del 1878

Il casinò è stato costruito dall'architetto Charles Garnier che ha anche creato l'Opéra di Parigi, che costruisce il casinò in stile barocco: un palazzo pieno di affreschi e sculture, con un atrio d'oro e di marmo. Lo stile architettonico dell'edificio attuale è chiaramente secondo impero, stile molto legato a Garnier, uno dei suoi massimi esponenti.

## Storia
Nel 1854 il gioco d'azzardo fu legalizzato dal principe Florestano I di Monaco. Il casinò aprì il 14 dicembre 1856 in un villaggio vicino al porto. Il principe Carlo III ordinò la costruzione di un nuovo quartiere chiamato Monte Carlo, e un nuovo casinò entrava in questo progetto. La costruzione dell'edificio attuale è iniziata nel 1858. Per rendere il casinò di maggior successo fu dato in concessione per 50 anni ad un individuo di nome François Blanc nel 1861. L'apertura di nuove strutture avvenne nel 1863.

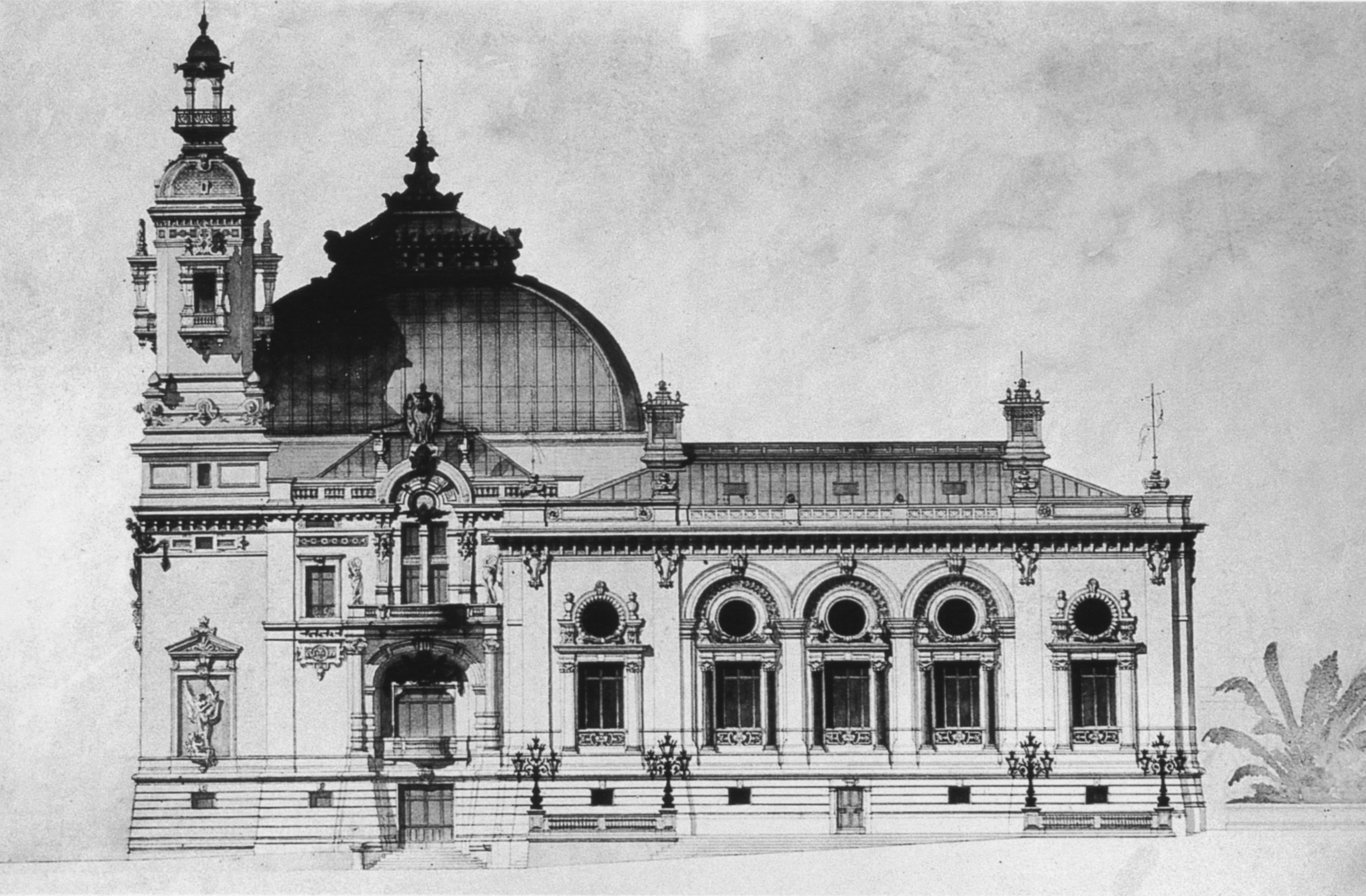
Elevazione orientale della sala da gioco Trente Quarante del casinò di Monte Carlo, progetto di Charles Garnier, circa 1878-1880

Il casinò e la speculazione immobiliare a Monte Carlo portarono velocemente grande fortuna alla famiglia Blanc e alla famiglia regnante. Carlo III, quindi, decise di abolire ufficialmente tutte le tasse nel Principato di Monaco.
Nel 1878, Marie Blanc, la ricca vedova di François Blanc (morto nel 1877), incaricò l'architetto Charles Garnier di rinnovare il casinò e costruire all'interno un teatro prestigioso (il Grand Théâtre de Monte Carlo), cosicché quello nuovo risultò sontuosamente decorato con arazzi lussuosi, dipinti, e dettagli dorati e barocchi: nello stille, insomma, allora in voga.
Il casinò è sicuramente all'origine delle fortune di Carlo III di Monaco e dei suoi successori (Alberto I, Luigi II, Ranieri III ed Alberto II), che poi si moltiplicheranno in parte con operazioni speculative immobiliari, in parte con banche e finanza.

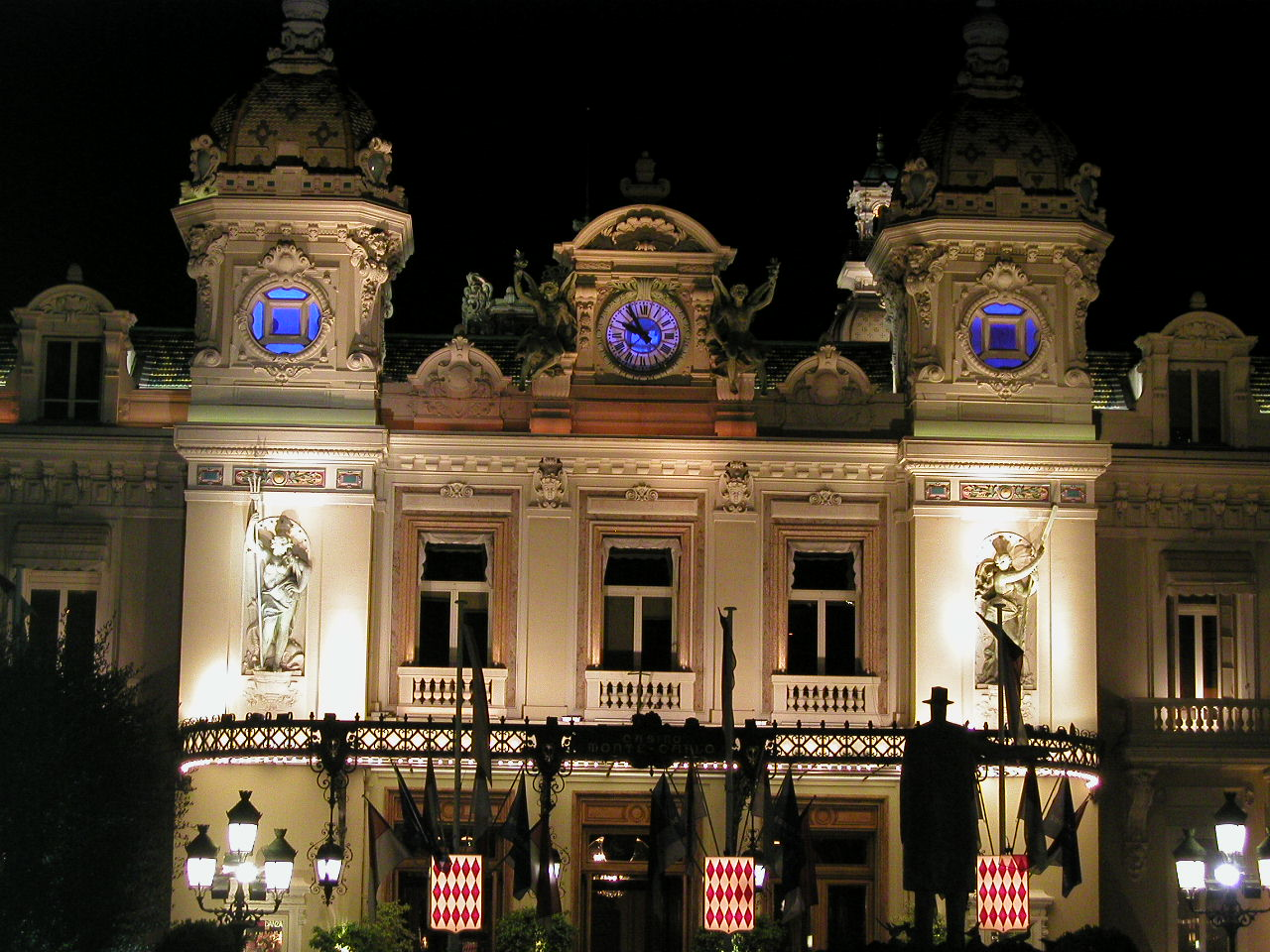
Casinò di notte

Dal 1863 il casinò è gestito dalla Société des Bains de Mer.
Il suo fatturato annuo non è più ormai che una piccola parte dei ricavi del principato e della famiglia Grimaldi.
Il 5 agosto 2005 la struttura ha ospitato una tappa del Live at Last Tour di Anastacia. I ricavati del concerto sono andati tutti in beneficenza per la Croce Rossa.

## Gran Premio di Monaco
Il casinò è situato in una posizione privilegiata nel percorso del Gran Premio di Monaco per gli spettatori. Si trova infatti proprio all'ingresso del casinò da cui si ha una vista panoramica.

## Film girati nel Casinò di Monte Carlo
- Mai dire mai (Never Say Never Again), regia di Irvin Kershner (1983)
- Montecarlo Gran Casinò, regia di Carlo Vanzina (1987)
- Sette criminali e un bassotto (Once Upon a Crime), regia di Eugene Levy (1992)
- GoldenEye, regia di Martin Campbell (1995)
- Ocean's Twelve, regia di Steven Soderbergh (2004)
- Coco, regia di Gad Elmaleh (2009)
- Monte Carlo, regia di Thomas Bezucha (2011)
- Madagascar 3 - Ricercati in Europa (Madagascar 3: Europe's Most Wanted), regia di Conrad Vernon (2012) - animazione
- Il ragazzo invisibile - Seconda generazione, regia di Gabriele Salvatores (2017)

## Galleria d'immagini

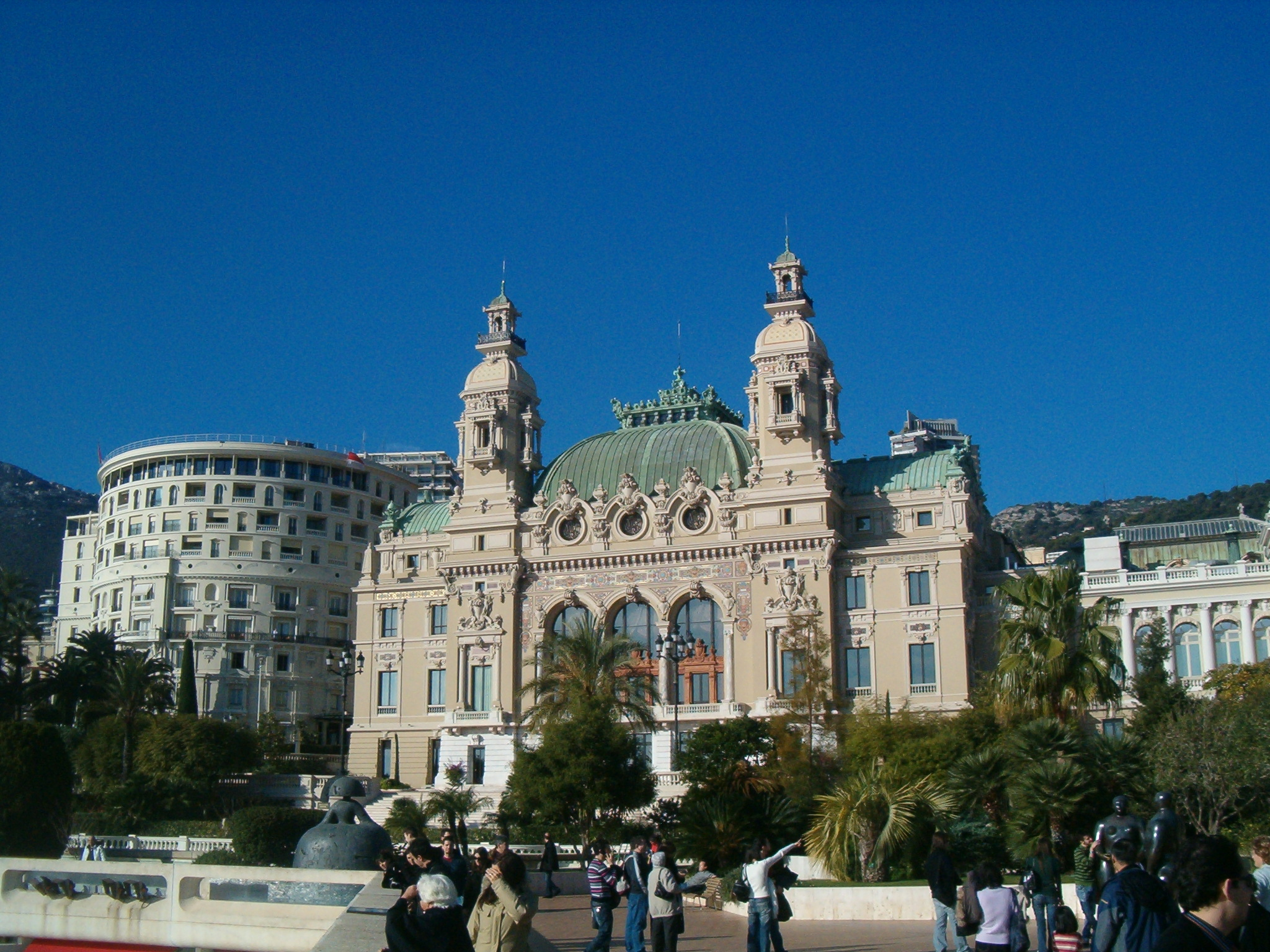
Il retro del casinò e i giardini
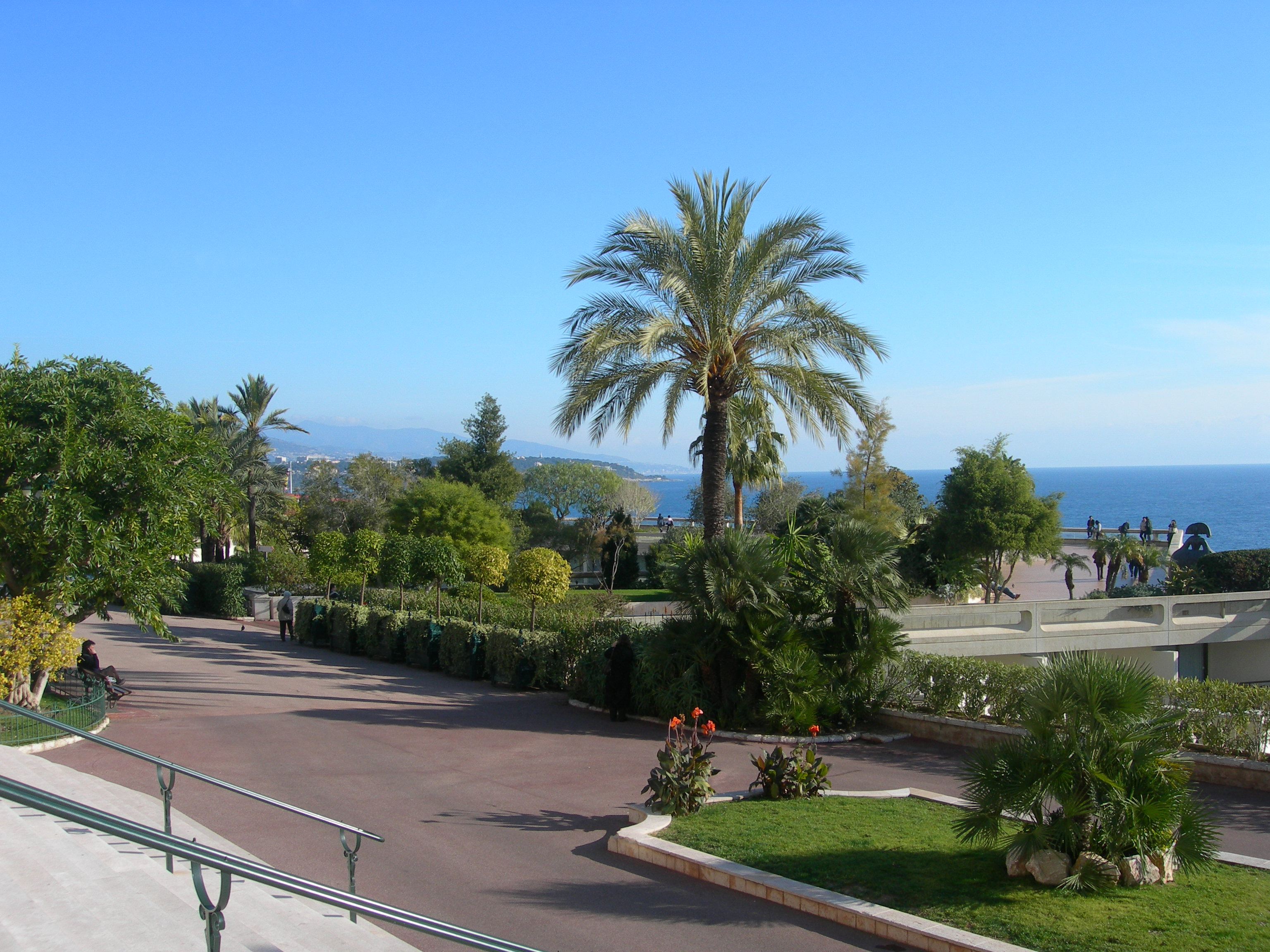
I giardini del casinò
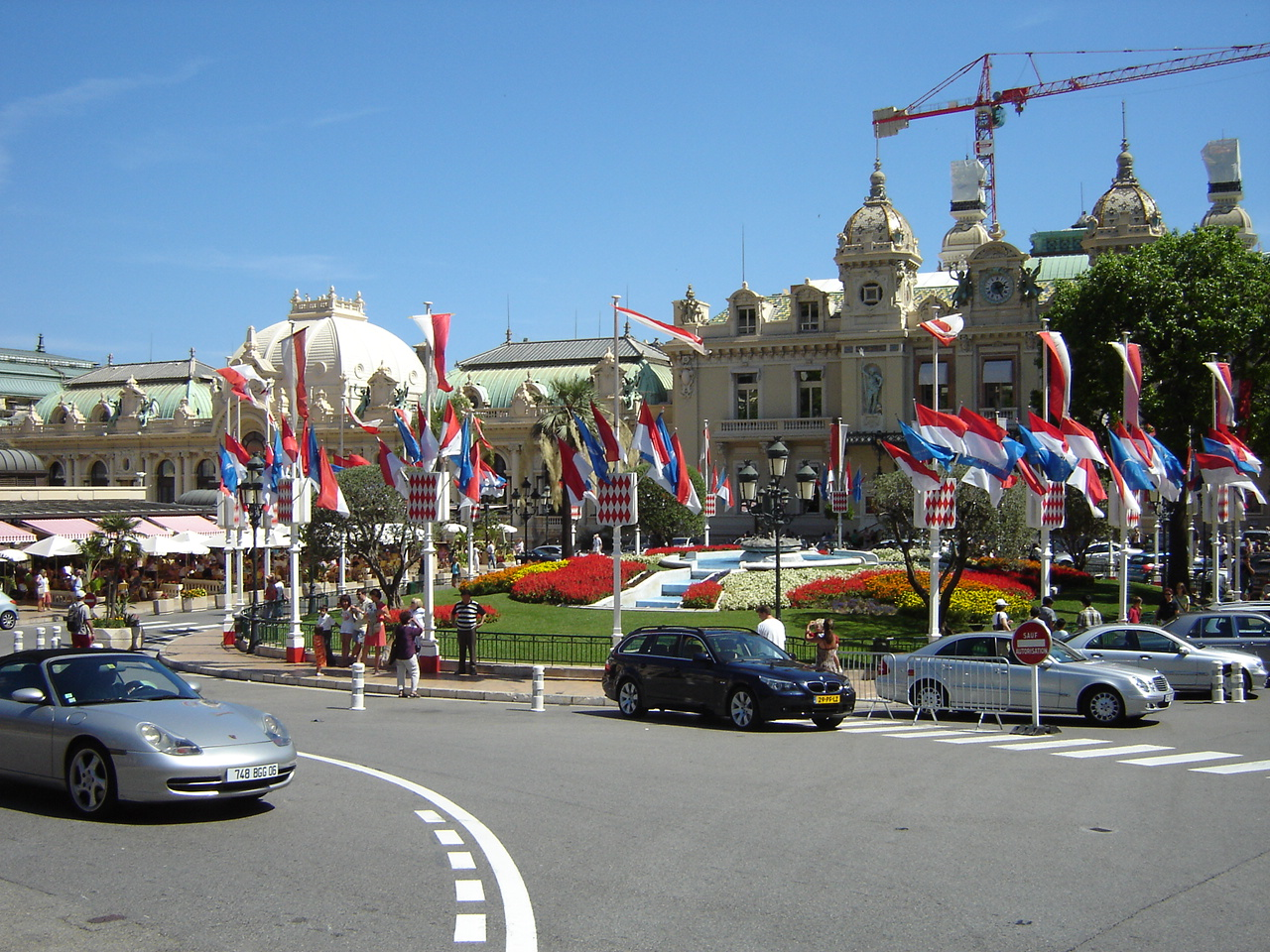
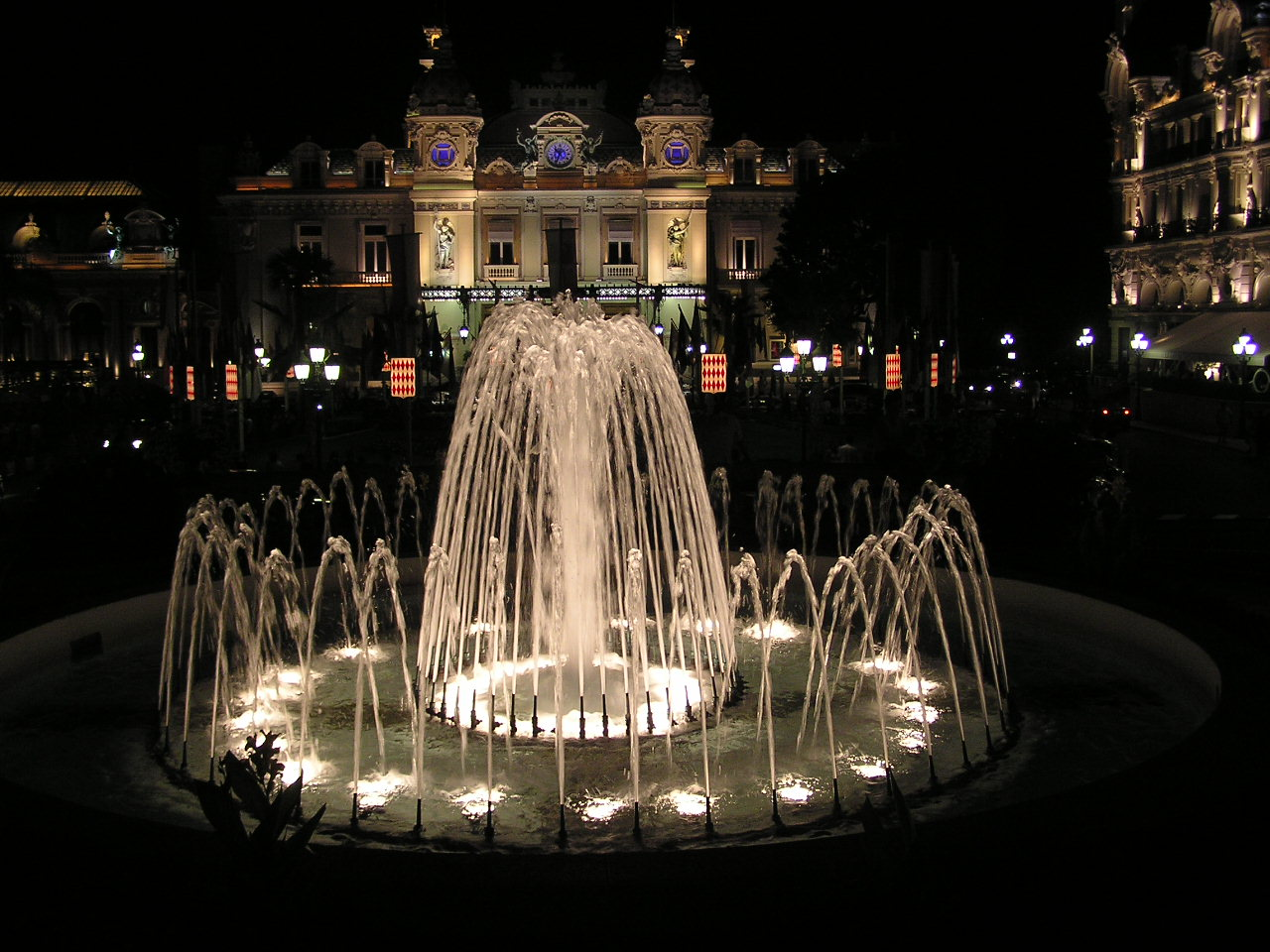
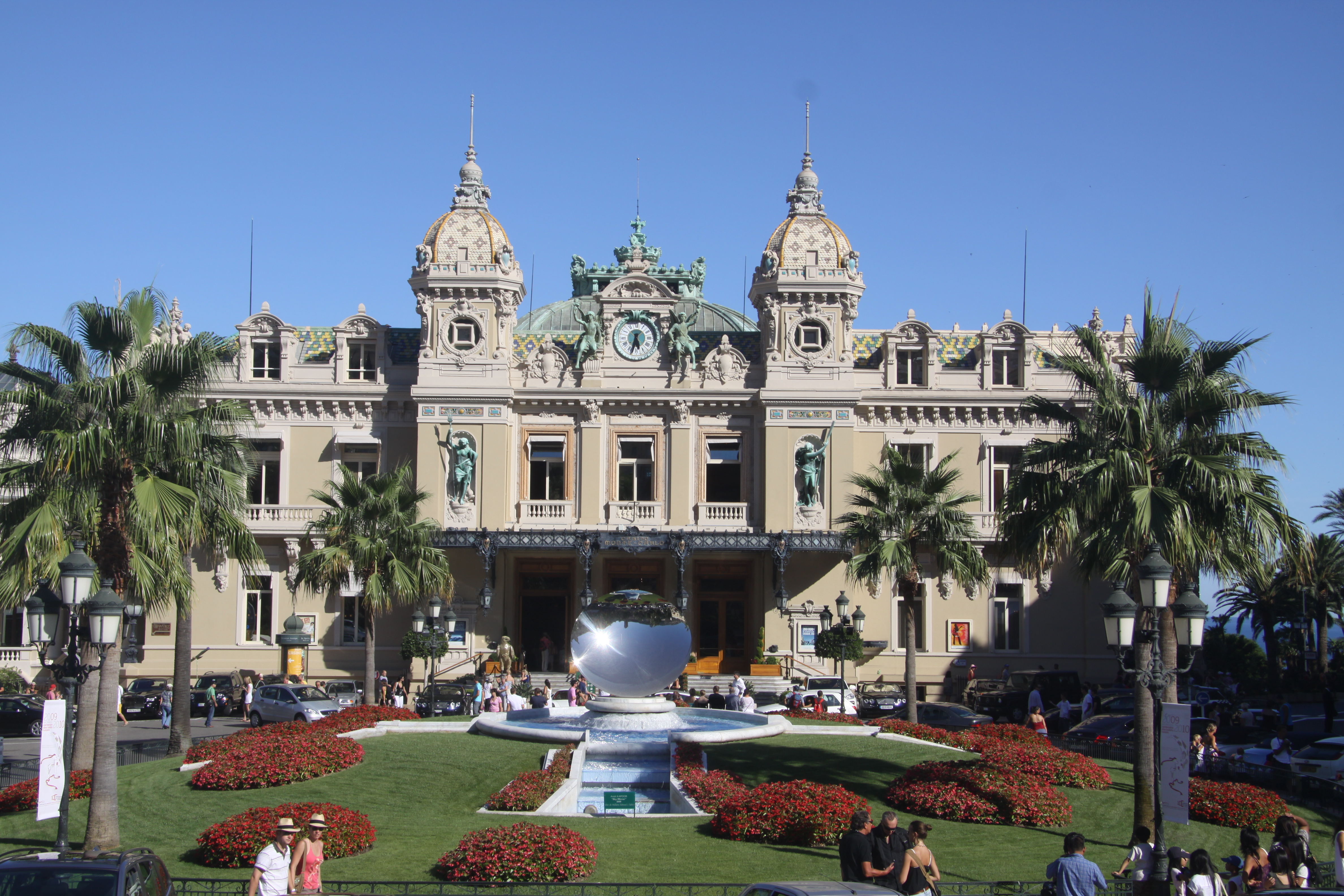
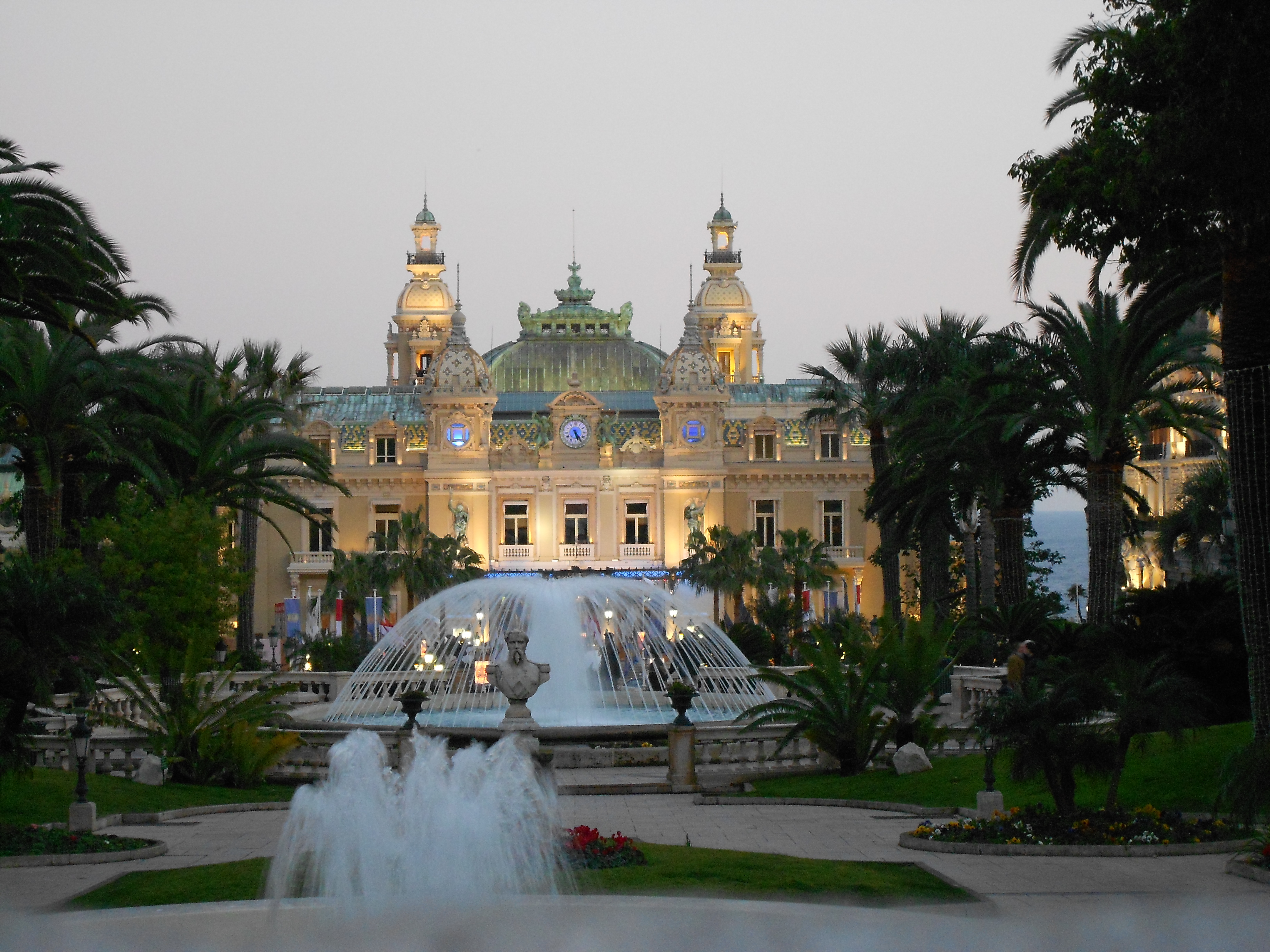
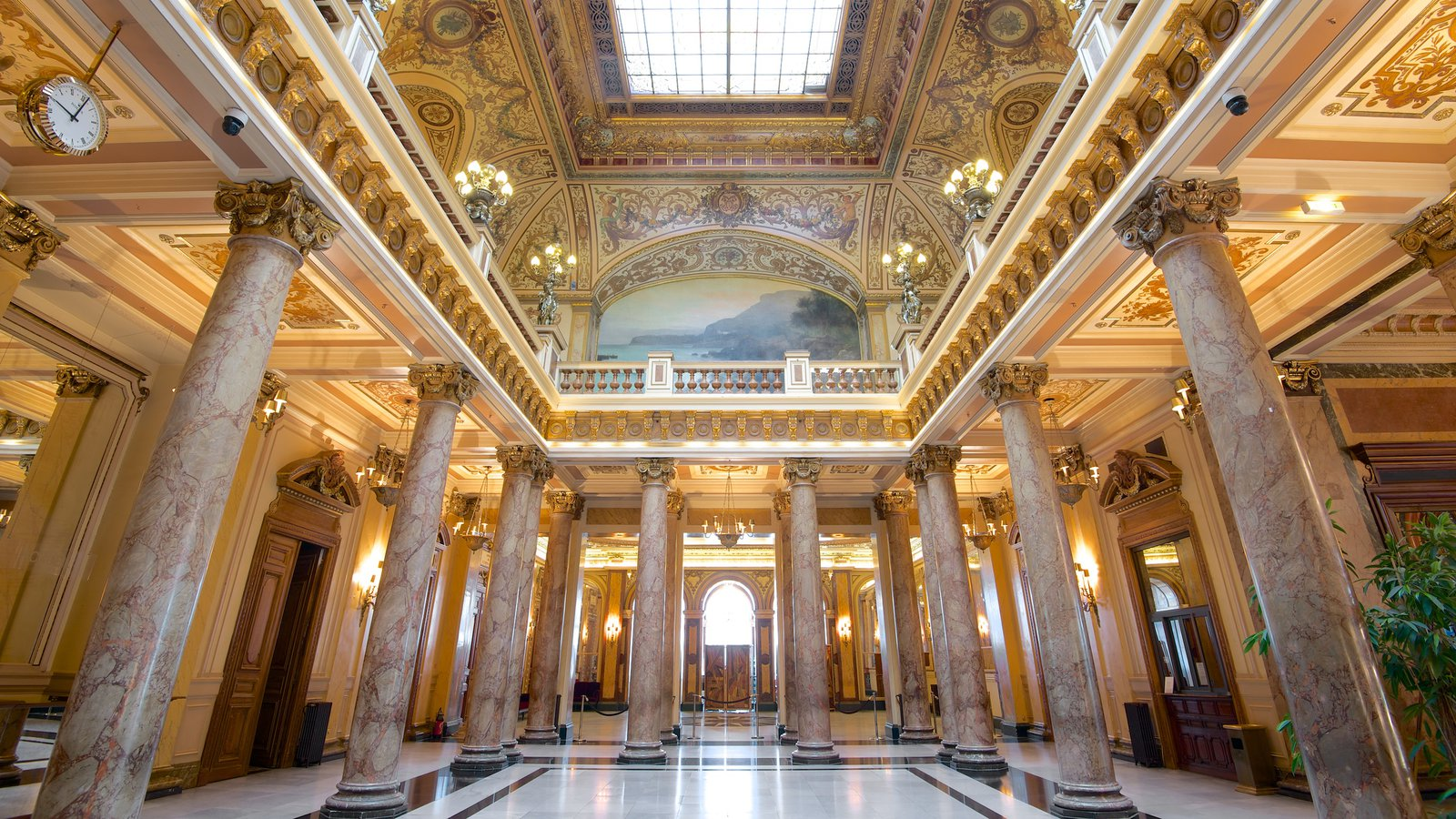
Hall del casinò
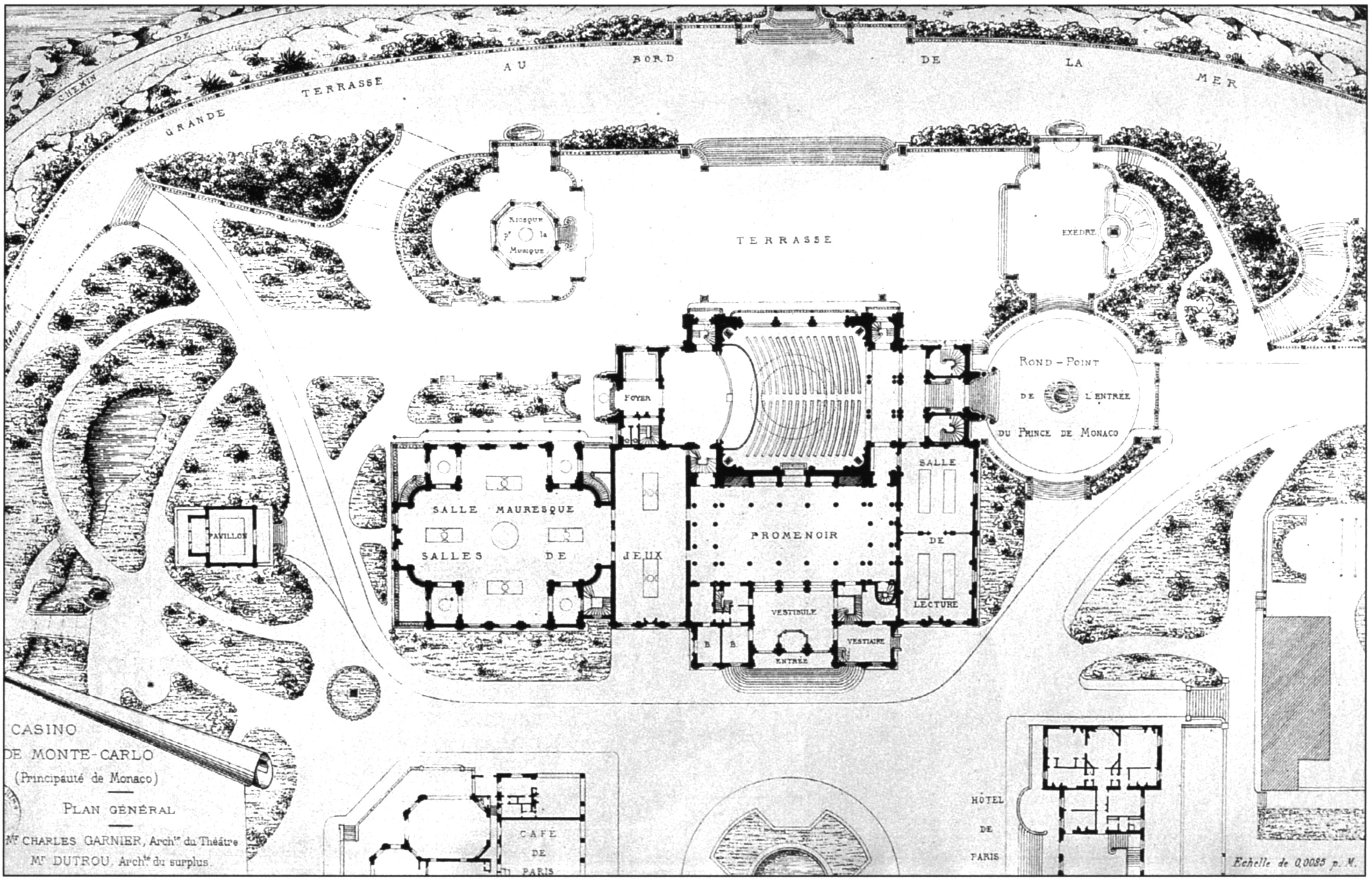
Progetto di Garnier
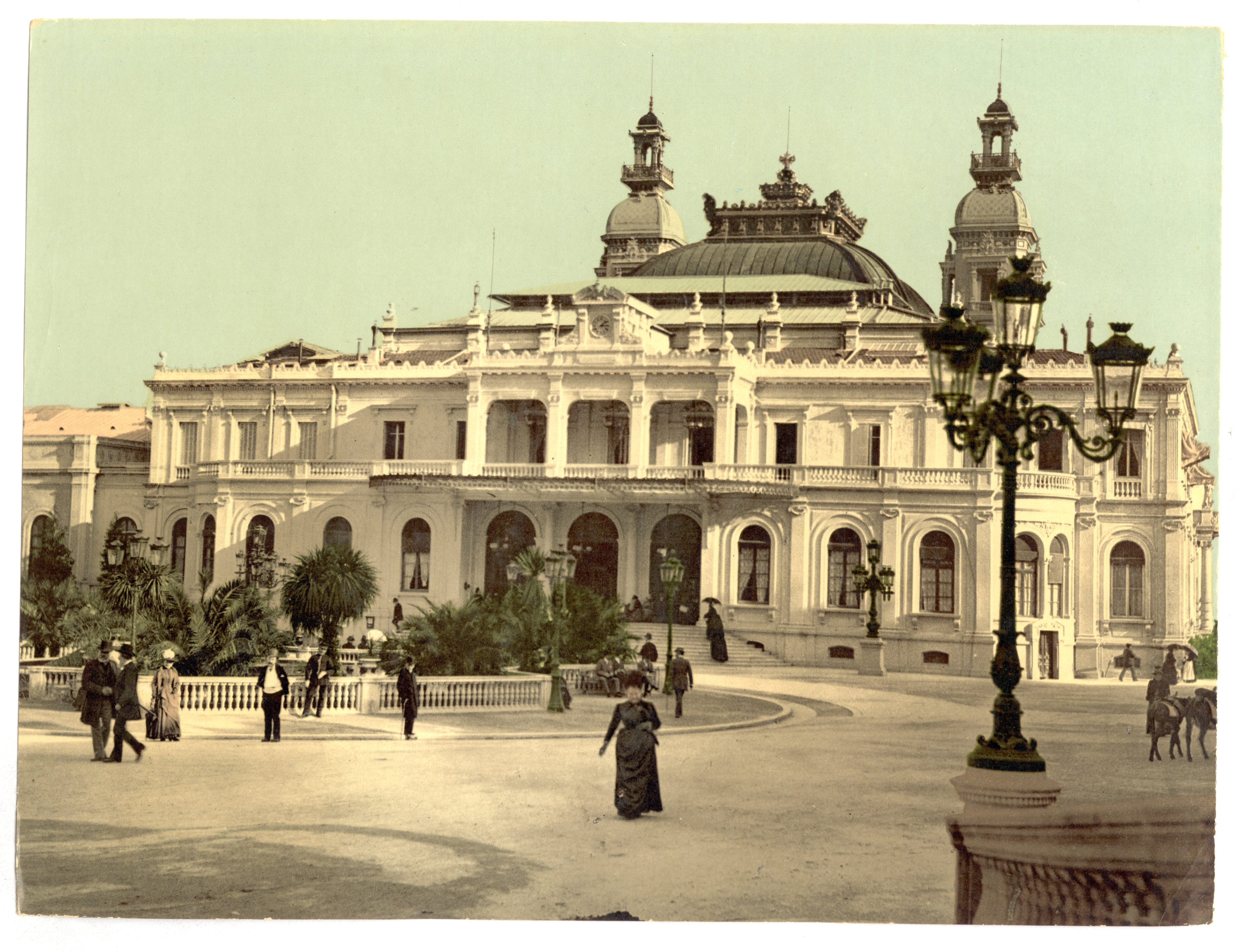